# Sekar (Sekar)
Sekar is een bestuurslaag in het regentschap Bojonegoro van de provincie Oost-Java, Indonesië. Sekar telt 4435 inwoners (volkstelling 2010).